# Olympische Jugend-Sommerspiele 2014/Teilnehmer (Tunesien)
| Gelbes Symbol für Goldmedaillen mit stilisierten Olympischen Ringen | Graues Symbol für Silbermedaillen mit stilisierten Olympischen Ringen | Braundes Symbol für Bronzemedaillen mit stilisierten Olympischen Ringen |
| ------------------------------------------------------------------- | --------------------------------------------------------------------- | ----------------------------------------------------------------------- |
| —                                                                   | 1                                                                     | 1                                                                       |

Die Jugend-Olympiamannschaft aus Tunesien für die II. Olympischen Jugend-Sommerspiele vom 16. bis 28. August 2014 in Nanjing (Volksrepublik China) bestand aus 50 Athleten.

## Athleten nach Sportarten

### Basketball
Jungen
- 3x3: 15. Platz
- Ahmed Dhif
- Mahmoud Hajri
Dunk: 19. Platz
- Ghassen Majdoub
Dunk: 19. Platz
- Monem Soltani
Dunk: 9. Platz

### Boxen
Jungen
- Mekki Ben Said
Bantamgewicht: 6. Platz

### Fechten
Jungen
- Fares Ferjani
Säbel Einzel: 4. Platz
Mixed: 9. Platz (im Team Afrika)

### Gewichtheben
| Mädchen - Nouha Landoulsi Leichtgewicht: Bronze | Jungen - Faouzi Kraydi Bantamgewicht: 5. Platz |

### Handball
Jungen
- 6. Platz
- Moetez Amor
- Ahmed Ayari
- Anouar Ben Abdallah
- Jihad Ben Araar
- Ahmed Ben Chikh
- Marwen Ben Dhia
- Yassine Bouteffaha
- Oussama Ghachem
- Mustapha Haj Romdhane
- Mohamed Jaouhar Hamed
- Mohamed Ghazi Memmich
- Wael Mzoughi
- Wael Saadallah
- Mohamed Hamza Zouaoui

### Judo
Jungen
- Oussama Mahmoud Snoussi
Klasse bis 81 kg: 9. Platz
Mixed: 9. Platz (im Team Kerr)

### Leichtathletik
| Mädchen - Hala Hamdi 1500 m: 5. Platz 8 × 100 m Mixed: DNF - Marwa Bouzayani 2000 m Hindernis: 5. Platz 8 × 100 m Mixed: 52. Platz | Jungen - Mohamed Farès Jelassi 400 m Hürden: Silber 8 × 100 m Mixed: 33. Platz - Soufien Cherni 2000 m Hindernis: 8. Platz 8 × 100 m Mixed: 56. Platz - Oussama Nasri Stabhochsprung: kein gültiger Versuch im Finale 8 × 100 m Mixed: 25. Platz - Firas Ben Said Hammerwurf: 15. Platz 8 × 100 m Mixed: 13. Platz |

### Ringen
Jungen
- Souleymen Nasr
Griechisch-römisch bis 58 kg: 6. Platz
- Ayoub Barraj
Freistil bis 76 kg: 5. Platz

### Rudern
| Mädchen - Nour Elhouda Ettaieb Einer: 15. Platz | Jungen - Mohamed Taieb Einer: 14. Platz |

### Rugby
Mädchen
- 6. Platz
- Islem Abdallah
- Lina Bennour
- Ons Boudokhane
- Samira Dhahri
- Dorsaf Dhouibi
- Faten Dorai
- Oumayma Dziri
- Imen Ellili
- Safa Gandouz
- Ines Hamdi
- Amira Letaief
- Khouthar Nasr

### Schwimmen
Jungen
- Mohamed Mehdi Lagili
200 m Freistil: 27. Platz
100 m Brust: 33. Platz
200 m Brust: 21. Platz

### Segeln
- Safouan Mami
Windsurfen: 17. Platz

### Tischtennis
Jungen
- Kerem Ben Yahia
Einzel: 21. Platz
Mixed: 25. Platz (mit Sannah Lagsir  Algerien)

### Turnen
Mädchen
- Rahma Mastouri
Einzelmehrkampf: 39. Platz